# Бурміцька Людмила Франківна
Людми́ла Фра́нківна Бурмі́цька (іноді Бурмицька; нар. 21 квітня 1962, Бучач) — українська педагогиня, співачка, хормейстер. Заслужена діячка мистецтв України.

## Життєпис
Людмила Бурміцька народжена в м. Бучачі Тернопільської области, нині Україна.
У 1981 році закінчила Тернопільське музичне училище (нині Тернопільське обласне державне музичне училище імені Соломії Крушельницької). Після цього — Івано-Франківський педагогічний інститут (нині Прикарпатський національний університет імені Василя Стефаника), Львівську консерваторію (тепер Львівська національна музична академія імені Миколи Лисенка).
У 1985–1998 роках працювала викладачкою Тернопільського педагогічного інституту (тепер Тернопільський національний педагогічний університет імені Володимира Гнатюка). У 1990 році з чоловіком створили дитячу естрадну вокальну студію «М» на базі Народного ВІА «Молодість» (Олександр став її керівником). Тут перші кроки робили нині відомі співаки: Наталія Бучинська, Любомир Чермак, фіналістка шоу-програми «Х-фактор» Ірина Борисюк.
У 1998–2000 роках — хормейстер і режисер-постановник Ансамблю пісні й танцю МВС України. Солістка Державного академічного ансамблю пісні і танцю Державної прикордонної служби України.
Доцент кафедри естрадного виконавства Національної академія керівних кадрів культури і мистецтв.

### Сім'я
Чоловік — Олександр Бурміцький, український композитор, диригент, баяніст. Заслужений артист України. Лауреат літературно-мистецької премії імені Івана Нечуя-Левицького.